# Gariāband
Gariāband är en ort i Indien.   Den ligger i distriktet Raipur och delstaten Chhattisgarh, i den centrala delen av landet, 1 000 km sydost om huvudstaden New Delhi. Gariāband ligger 348 meter över havet och antalet invånare är 10 416.
Terrängen runt Gariāband är platt. Runt Gariāband är det ganska tätbefolkat, med 75 invånare per kvadratkilometer. Det finns inga andra samhällen i närheten. I omgivningarna runt Gariāband växer i huvudsak blandskog.